# -浅丘高校野球部日誌- オーバーフェンス
『-浅丘高校野球部日誌- オーバーフェンス』（あさおかこうこうやきゅうぶにっし オーバーフェンス）は、あだち充による日本の漫画作品。『週刊少年サンデー』（小学館）にて、あだち充画業40周年記念作として2011年22・23合併号に連載された。
後に、『SHORT GAME 〜あだち充が短編で紡ぐ高校野球〜』に収録された。

## あらすじ
いつも部員数ギリギリの浅丘高校野球部。今年も3年生の部員がゼロになりピンチ。でも、2年生にはくせ者が揃っていて…

## 登場人物
瀬里沢みのり（せりざわ みのり）
浅丘高等学校2年。野球部のマネージャー
桜井章夫（さくらい あきお）
浅丘高等学校2年。2番セカンド。野球部のキャプテン。
八島勝治（やじま かつじ）
浅丘高等学校2年。4番サード。父親が大地主で八島興業社長。
小松崎慎一（こまつざき しんいち）
浅丘高等学校2年。3番エース。父親が市民病院院長。
石井拓馬（いしい たくま）
浅丘高等学校2年。5番キャッチャー。父親が市の消防署長。
上田祐二（うえだ ゆうじ）
浅丘高等学校2年。1番センター。父親が市長。

## 単行本
- あだち充 『SHORT GAME ～あだち充が短編で紡ぐ高校野球～』 小学館〈少年サンデーコミックス〉、全1巻
  1. 2014年12月12日発売[2]、ISBN 978-4-09-186725-4